# Horst Hollatz
Horst Hollatz (* 30. Januar 1941 in Tribsow, Landkreis Cammin i. Pom., Provinz Pommern) ist ein deutscher Mathematiker und Hochschullehrer.

## Ausbildung und Beruf
Hollatz studierte Mathematik an der Humboldt-Universität zu Berlin.
1968 promovierte er dort bei František Nožička mit einer Arbeit zum Thema Lineare Optimierungsprobleme mit optimalen Vektoren von gleicher Struktur.
1973 habilitierte er sich ebenda mit einer Arbeit zum Thema Parametrische Optimierung in linearen Räumen und Lösungsverfahren im Rn.
Von 1977 bis zu seiner Emeritierung 2006 war Hollatz Professor an der Otto-von-Guericke-Universität Magdeburg, Fakultät für Mathematik, Institut für Analysis und Numerik.

## Vorträge, Vorlesungsthemen und Forschungsinteressen
Hollatz hielt Vorlesungen zu folgenden Themen:
- Mathematische Optimierung
- Numerik der mathematischen Optimierung
- Allgemeine Extremalaufgaben
- Höhere Analysis
- Numerische Methoden für Steuerungsprobleme
- Funktionalanalysis
- Analysis und Stochastik
- Funktionentheorie
- Partielle Differentialgleichungen
- Numerische Mathematik
- Numerik gewöhnlicher Differentialgleichungen
- Algebra und Lineare Algebra
- Mathematische Logik
- Numerik und Optimierung
- Numerische Verfahren der nichtlinearen Optimierung[9]

Hollatz hielt zahlreiche Vorträge zu den Themen Optimierung und Numerik in der Schweiz, in Deutschland, Kuba, Polen, Rumänien, Russland, Tschechien, Ungarn.
Die Optimierung und die Numerik waren seine Hauptforschungsgebiete.

## Familie
Hollatz ist verheiratet mit Meike Hollatz.
Das Ehepaar hat Kinder und Enkel.

## Trivia
Hollatz war besonders für seine Geselligkeit und seine lustig-schnoddrigen Sprüche beliebt.
Einige seiner Sprüche wurden auf einer eigenen Webseite festgehalten.
Sie wurden bereits zu DDR-Zeiten von der Staatssicherheit mit Argwohn beobachtet und Hollatz wurde ermahnt, während seiner Vorlesungen keine politischen Äußerungen zu machen.
Hollatz kocht gerne.
Auf seiner Homepage veröffentlichte er aus eigener Erfahrung gewonnene Hinweise zum Thema Kochen und zahlreiche Rezepte.
Hollatz veranstaltete Seminare auf Rügen an der Ostsee, um seine Studenten in angenehmer Umgebung fachlich zu fördern.
Zu diesen und zu anderen Gelegenheiten versammelte Hollatz seine Studenten um sich, ließ sie Vorträge halten, diskutierte fachliche Fragen und kochte für sie.
Zu diesen Seminaren ließ Hollatz auch Studenten zu, die vorher aus politischen Gründen exmatrikuliert worden waren, obwohl er damit ein Disziplinarverfahren und Schwierigkeiten mit der Staatssicherheit riskierte.

### Ideologisch beeinflusste Promotionen in der DDR
In seinen Erinnerungen erzählt Hollatz fünf Beispiele von Wissenschaftlern, die in der DDR promoviert und habilitiert wurden, weil es politisch opportun war.
Sie schrieben Arbeiten, die nichts Neues enthielten, aus Plagiaten bestanden und in jeder Hinsicht fehlerhaft waren.
In einer Arbeit wies der Kandidat nach, dass die Gesetze der marxistischen Dialektik grundlegend für die mathematische Logik seien.
Der anwesende Professor für Mathematische Logik Karl Schröter sagte dazu:

„Die vorgelegte Arbeit schadet dem internationalen Ansehen der Humboldt-Universität.“

Mit verschiedenen taktischen Schachzügen wurde dieser Kandidat dann mit seiner Arbeit in Abwesenheit von Karl Schröter doch noch promoviert.

## Veröffentlichungen

### Bücher
- Mathematik-Vorlesungen für Informatiker, Shaker, 2005, ISBN 978-3-8322-1723-5 Zusammenfassung
- Numerical Methods of Nonlinear Programming and their Implementations zusammen mit C. Richter und Diethard Pallaschke, Ser. Mathematical Research, Vol. 60, Akademie-Verlag, Berlin 1991
- Advances in Mathematical Optimization zusammen mit Jürgen Guddat und anderen, Ser. Mathematical Research, Vol 45, Akademie-Verlag, Berlin 1988
- Theorie der Linearen Parametrischen Optimierung zusammen mit František Nožička, Bernd Bank, Jürgen Guddat, Berlin Akademie-Verlag, 1974
- Theorie der linearen Optimierung zusammen mit František Nožička, Jürgen Guddat, Akademie-Verlag, Berlin 1972

### Bücher, Hollatz als Herausgeber
- E. G. Golstein: Dualitätstheorie und ihre Anwendung in der mathematischen Optimierung Horst Hollatz und K.-H. Elster als Herausgeber, Akademie-Verlag, Berlin 1975
- J. Germeier: Einführung in die Theorie der Operationsforschung, Horst Hollatz als Herausgeber, Akademie-Verlag, Berlin 1974
- A. S. Solodovnikov: Lineare Ungleichungssysteme, Horst Hollatz als Herausgeber, Verlag der Wissenschaften, Berlin 1973
- A. A. Korbut, J. J. Finkelstein: Diskrete Optimierung, Horst Hollatz als Herausgeber, Akademie-Verlag, Berlin 1971
- S. N. Tschernikow: Lineare Ungleichungen, Horst Hollatz als Herausgeber, H. Weinert als Übersetzer, Verlag der Wissenschaften, Berlin 1970

### Bücher online
- Numerik-Vorlesungen zusammen mit Peter Szyler, Otto-von-Guericke-Universität Magdeburg, 2006, Inhaltsverzeichnis
  - Teil 1: Analyse, Interpolation, Differentiation, Nullstellen Teil 1, Folien zu Teil 1
  - Teil 2: Anfangs- und Randwertprobleme, lineare Gleichungssysteme Teil 2, Folien zu Teil 2
  - Teil 3: Eigenwerte, Ausgleichsprobleme, Minimierung Teil 3, Folien zu Teil 3
- Minikurs Lineare Optimierung online
  - Inhaltsverzeichnis
- Mathematische Logik online
  - Inhaltsverzeichnis

### Artikel
- On Sequels of the Supporting Hyperballs Method by F. Nožička, in Mathematical Methods in Economy and Industry, Proceedings 1998, Liberec, Czech Republic, S. 37–44 online
- Eine Alternativ-Methode für die numerische Lösung linearer Optimierungsaufgaben, in Operations Research Proceedings 1996, Springer-Verlag Berlin Heidelberg New York, ISBN 3-540-62630-1, S. 5–9 online
- Eine erzeugende Funktion für das Rundreiseproblem, Preprint Nr. 20, Fak. für Mathematik, Univ. Magdeburg 1994
- Some Numerical and Practical Problems in Linear Programming, in L. J. Leifman: Functional Analysis, Optimization, and Mathematical Economics, Oxford Univ. Press, New York Oxford 1990
- Extended subdifferential and minimization of nondifferentiable functions in J. Guddat u. a. Ser. Mathematical Research, Vol 45, Akademie-Verlag, Berlin 1988, S. 80–85
- Notwendige Bedingungen für Minimax-Aufgaben zusammen mit V. I. Schmyrjow, Mitteilungen der Math. Ges. der DDR, Heft 2, 1983, S. 24–48
- Mathematik für die Praxis zusammen mit O. Beyer, H. Goering, Karl Manteuffel, E. Seiffart, Wiss. Zeitschrift der TH Magdeburg, 1983
- Mathematische Modellierung von Prozessen, die auf parameterabhängige lineare Differentialgleichungssysteme führen und ihre numerisch-rechentechnische Behandlung zusammen mit K. Heinze, M. Strümke, Wiss. Zeitschrift der TH Magdeburg, 25 (1981), Heft 1, S. 97–101
- Zur Anwendung der Grenzwertextrapolation bei der Lösung von Anfangswertaufgaben zusammen mit K. Heinze, Wiss. Zeitschrift der TH Magdeburg 25, 1981, Heft 1, S. 103–108
- An analytic-geometric approach to necessary conditions for minimax problems in A. Prekopa (ed.): Studies on Mathematical Programming, Akademiai Kiado, Budapest 1980, S. 83–90
- Über die Lösung diskreter Steuerungsprobleme, Mathemat. Operationsf. u. Statistik, Ser. Optimization 8 1977, Heft 3, S. 385–400
- Konvergenzuntersuchungen zu einem Verfahren der zulässigen Richtungen, Mathemat. Operationsf. u. Statistik 7 1976, Heft 2, S. 247–255
- Mathematische Methoden der Operationsforschung zusammen mit K.-H. Elster, J. Piehler, M. Schoch, in 25 Jahre Mathematik in der DDR, Akademie-Verlag, Berlin 1975
- Approximative Lösung diskreter Minimax-Aufgaben Mathemat. Operationsf. u. Statistik, 1975
- Ein allgemeines Verfahren der zulässigen Richtungen für diskrete Minimax-Aufgaben mit beschränkten Parametern, Mathemat. Operationsf. u. Statistik 6 1975, Heft 4, S. 535–547
- Parametrische Optimierung in linearen Räumen, Mathemat. Operationsf. u. Statistik 4 1973, Heft 2, S. 107–125
- Bemerkungen zum Kuhn-Tucker-Theorem, Mathemat. Operationsf. u. Statistik 4 1973, Heft 4, S. 275–281
- Ein Verfahren zur Lösung des doppelt-einparametrischen linearen Optimierungsproblems zusammen mit H. Weinert, Mathemat. Operationsf. u. Statistik 4 1971, Heft 3, S. 181–197
- Lineare Optimierungsprobleme mit veränderlichen Koeffizienten, Matematica 13 36, 1971, Heft 1, S. 71–85
- Die Konstruktion lösbarer Optimierungsprobleme, Mathemat. Operationsf. u. Statistik 1 1970, Heft 4, S. 255–263
- Probleme der numerischen Behandlung linearer und nichtlinearer Optimierungsaufgaben mittels elektronischer Rechenanlagen, Rechentechnik und Datenverarbeitung 1969
- Eine Methode zur Informationsanalyse zusammen mit M. Gromoll, J. Salomon Leitungsorganisation, Berlin 1969
- Zur algorithmischen Behandlung der Stabilität linearer Optimierungsprobleme, Wiss. Zeitschrift der Hochschule für Architektur und Bauwesen, Weimar 16 1969, Heft 3, S. 243–245
- Lineare Optmierungsprobleme mit optimalen Vektoren gleicher Struktur in Olaf Bunke: Operationsforschung und Mathematische Statistik I, Akademie-Verlag, Berlin 1968, S. 35–45
- Eine hinreichende Bedingung für die Regularität reeller Matrizen, Monatsber. der DAW 10 1968, Heft 1, S. 8–12
- Bestimmung von Differentialgleichungen, für die die 1. Randwertaufgabe nicht unumschränkt lösbar ist, Math. Nachr. 32 1966, Heft 5, S. 263–268

### Sonstige Publikationen, online
- Kochhinweise
- Volksliederbuch
- Kinderlieder
- Liebeslieder
- Studentenlieder
- Weihnachtslieder
- Berufelieder
- Zeitenlieder

### Computerprogramme
- Arbeitsmenüs für das Editierprogramm TextPad
- Zugriff auf Texte und Tabellen
- Interaktive Kommandos unter Windows
- Eine naive Simplexmethode
- LS – Objektorientiertes System für lineare Algebra (C++)
- SP – Lösen linearer Gleichungssysteme mit schwachbesetzten Matrizen (C++)
- Programme zum Buch „Mathematik-Vorlesungen für Informatiker“
- Programm für Gruppencharakteristika zum Buch „Mathematik-Vorlesungen für Informatiker“
- Eine neue Datenzugriffsmethode für numerische und nichtnumerische Sparse-Strukturen zusammen mit M. Schaper, N. Schieweck, Preprint Mai 1992, Fak. für Mathematik, Univ. Magdeburg 1992
- Kommunikative Moduln für die Implementierung von Verfahren, Preprint April 1992, Fak. für Mathematik, Univ. Magdeburg 1992
- Operative Moduln für die Implementierung numerischer Algorithmen, Preprint März 1992, Fak. für Mathematik, Univ. Magdeburg 1992
- LINOPT – Numerical Treatment of Linear Programming Models, in Seminarbericht Nr. 94 der Humboldt-Univ., Sektion Mathematik, Berlin 1988
- Das Programmsystem LINOPT zusammen mit M Schaper, Wiss. Zeitschrift der TU Magdeburg 31, 1987, Heft 5, S. 9–13
- STEPCALL – eine Jobschrittsteuersprache, Studientexte Softwaretechnologie, Heft 70, TU Dresden 1984
- Ein Modulsystem zur Implementierung numerischer Verfahren zusammen mit D. Richter, in Ser. Numerische Verfahren in Aktion, Bd. 1, Akademie-Verlag, Berlin 1980
- Das Programmsystem LINOPT für Minicomputer zusammen mit J. Ehlert, Berlin 1972, 46 Seiten